# 州間高速道路495号線
州間高速道路495号線（Interstate 495、I-495、Capital Beltway）は、アメリカ合衆国の高速道路のひとつ。首都であるワシントンD.C.の外周を一周する環状道路で、バージニア州とメリーランド州にまたがる州間高速道路である。一部I-95（州間高速道路95号線）と共有する。
片側2車線から5車線の道路で、全長は64マイル（約103km）、合計40のインターチェンジがある。

## 呼称
首都の環状道路ゆえに「Capital Beltway」（首都環状高速道路）と呼ばれる。なお「Beltway」の内側にワシントンD.C.が存在することから、
慣用句として「Inside the Beltway（環状高速道路の内側）」は、米国の政治を意味することもある。
内回りを「Inner loop」、外回りを「Outer loop」という。

## 橋
ポトマック川を渡るための橋が2か所存在する。東側は「American Legion Memorial Bridge」、南側は「ウッドロウ・ウィルソン記念橋」の上を通る形となる。